# Gwardyjska Dywizja Kawalerii (Cesarstwo Niemieckie)
Gwardyjska Dywizja Kawalerii (niem. Garde-Kavallerie-Division)  – związek taktyczny Armii Cesarstwa Niemieckiego. 
W sierpniu 1914 rozwinięto w Niemczech do etatów wojennych istniejące w okresie pokoju związki operacyjne (armie) i związki taktyczne. W składzie I Korpusu Kawalerii została rozwinięta między innymi Gwardyjska Dywizja Kawalerii. W I wojnie światowej dywizja walczyła na froncie zachodnim.

## Struktura organizacyjna
Skład od 2 VIII 1914 do 20 IX 1915:
- dowództwo dywizji
- 1 Gwardyjska Brygada Kawalerii
  - pułk konnej gwardii przybocznej
  - pułk kirasjerów gwardii
- 2 Gwardyjska Brygada Kawalerii
  - 1 pułk ułanów gwardii
  - 3 pułk ułanów gwardii
- 3 Gwardyjska Brygada Kawalerii
  - 1 pułk dragonów gwardii
  - 2 pułk dragonów gwardii